# Адміністративний устрій Тростянецького району (Вінницька область)
Адміністративний устрій Тростянецького району — адміністративно-територіальний поділ Тростянецького району Вінницької області на 1 селищну та 17 сільських рад, які об'єднують 37 населених пунктів та підпорядковані Тростянецькій районній раді. Адміністративний центр — смт Тростянець.

## Список радТростянецького району
| №  | Назва                         | Центр            | Населені пункти                                          | Площа км² | Місце за площею | Населення (2001), чол. | Місце за населенням |
| -- | ----------------------------- | ---------------- | -------------------------------------------------------- | --------- | --------------- | ---------------------- | ------------------- |
| 1  | Тростянецька селищна рада     | смт Тростянець   | смт Тростянець                                           |           |                 |                        |                     |
| 2  | Будівська сільська рада       | с. Буди          | с. Буди с-ще Дубина                                      |           |                 |                        |                     |
| 3  | Верхівська сільська рада      | с. Верхівка      | с. Верхівка с-ще Верхівське с. Козинці                   |           |                 |                        |                     |
| 4  | Глибочанська сільська рада    | с. Глибочок      | с. Глибочок с-ще Глибочанське с. Скибинці                |           |                 |                        |                     |
| 5  | Гордіївська сільська рада     | с. Гордіївка     | с. Гордіївка с. Велика Стратіївка с. Митківка            |           |                 |                        |                     |
| 6  | Демидівська сільська рада     | с. Демидівка     | с. Демидівка                                             |           |                 |                        |                     |
| 7  | Ілляшівська сільська рада     | с. Ілляшівка     | с. Ілляшівка с. Красногірка с. Підлісне                  |           |                 |                        |                     |
| 8  | Капустянська сільська рада    | с. Капустяни     | с. Капустяни                                             |           |                 |                        |                     |
| 9  | Летківська сільська рада      | с. Летківка      | с. Летківка с-ще Северинівка                             |           |                 |                        |                     |
| 10 | Новоободівська сільська рада  | с. Нова Ободівка | с. Нова Ободівка с. Мала Стратіївка                      |           |                 |                        |                     |
| 11 | Ободівська сільська рада      | с. Ободівка      | с. Ободівка с. Бережанка                                 |           |                 |                        |                     |
| 12 | Олександрівська сільська рада | с. Олександрівка | с. Олександрівка с. Демківка с-ще Демківське             |           |                 |                        |                     |
| 13 | Оляницька сільська рада       | с. Оляниця       | с. Оляниця с-ще Ладижинське                              |           |                 |                        |                     |
| 14 | Савинецька сільська рада      | с. Савинці       | с. Савинці с-ще Довжок с-ще Зелений Довжок с. Китайгород |           |                 |                        |                     |
| 15 | Торканівська сільська рада    | с. Торканівка    | с. Торканівка с. Дубівка                                 |           |                 |                        |                     |
| 16 | Тростянчицька сільська рада   | с. Тростянчик    | с. Тростянчик                                            |           |                 |                        |                     |
| 17 | Цибулівська сільська рада     | с. Цибулівка     | с. Цибулівка                                             |           |                 |                        |                     |
| 18 | Четвертинівська сільська рада | с. Четвертинівка | с. Четвертинівка                                         |           |                 |                        |                     |

Скорочення: м. — місто, с. — село, смт — селище міського типу, с-ще — селище